# カジーナ
カジーナ（伊: Casina）は、イタリア共和国エミリア＝ロマーニャ州レッジョ・エミリア県にある、人口約4,500人の基礎自治体（コムーネ）。

## 地理

### 位置・広がり

#### 隣接コムーネ
隣接するコムーネは以下の通り。
- カルピネーティ
- カステルノーヴォ・ネ・モンティ
- カノッサ
- ヴェッツァーノ・スル・クロストロ
- ヴィアーノ

### 気候分類・地震分類
カジーナにおけるイタリアの気候分類 (it) および度日は、zona E, 2999 GGである。
また、イタリアの地震リスク階級 (it) では、zona 3 (sismicità bassa) に分類される。

## 行政

### 分離集落
カジーナには以下の分離集落（フラツィオーネ）がある。
- Banzola, Barazzone, Beleo, Bergogno, Bettola, Bocco, Boschi, Braglio, Brugna, Casaleo, Casetico, Castignola, Ciolla, Cortogno, Costaferrata, Crocicchio, Faieto, Giandeto Straduzzi, Il Monte, La Ripa, Leguigno Faggeto, Lezzolo, L'Incrostolo, Masere, Migliara-Boastra, Molino di Cortogno, Monchio l'Axella, Montale, Montata, Montevaglio, Paullo Chiesa, Sordiglio, Strada-Fabbrica, Trazara, Vercallo, Villa Bonini

## 姉妹都市
- フリッツラー、ドイツ